# Eduardo Fournier
Eduardo Antonio Furniel Arriagada, oft auch Eduardo Fournier, (* 2. Januar 1956 in Talca) ist ein ehemaliger chilenischer Fußballspieler und späterer -trainer. Mit Cobreloa gewann der Torwart als Spieler zwei Meistertitel.

## Karriere

### Verein
Eduardo Fournier wurde bei einem Turnier in seiner Heimatstadt Talca 1974 vom CD Aviación verpflichtet. 1981 wechselte er zum CD Cobreloa, mit dem er die Meisterschaften 1982 und 1985 sowie die Copa Chile 1986 gewinnen konnte. Besonders bei der Meisterschaft 1985 war Fournier ein Garant des Erfolgs, indem er 1012 Spielminuten ohne Gegentor blieb. Dieser Ligarekord wurde erst 2005 durch den Torwart von CD Universidad Católica José María Buljubasich gebrochen. 1988 spielte Fournier eine Saison für Fernández Vial und wechselte dann zu Zweitligist Universidad de Chile. Dort blieb er 765 Spielminuten ohne Gegentor und hielt auch den Ligarekord ebenfalls bis 2005. Sowohl mit La U als auch mit seinem nächsten Klub Provincial Osorno gelang Fournier die Zweitligameisterschaft. Die letzten beiden Karrierejahre verbrachte er bei Audax Italiano.

### Nationalmannschaft
Mit der U-23-Auswahl nahm Eduardo Fournier an den Olympischen Spielen 1984 teil. Nach dem zweiten Platz in der Gruppenphase hinter dem späteren Olympiasieger Frankreich schied das von Pedro Morales trainierte Chile im Viertelfinale gegen Italien nach Verlängerung aus. Bei den Panamerikanischen Spielen 1987 gewann Fournier mit Chile die Silbermedaille, absolvierte dabei eine Partie.

### Trainer
Eduardo Fournier begann seine Trainertätigkeit als Jugendtrainer bei Rangers de Talca. 1999 wurde er zum Interimstrainer ernannt. 2003 trainierte Fournier den CD Cobreloa. Von 2008 bis 2017 arbeitete Fournier als Torwarttrainer bei den Santiago Wanderers.

## Erfolge

### Verein
Cobreloa
- Chilenischer Meister: 1982, 1985
- Chilenischer Pokalsieger: 1986

U de Chile
- Chilenischer Zweitliga-Meister: 1989

Provincial Osorno
- Chilenischer Zweitliga-Meister: 1992

### Nationalmannschaft
- Silbermedaille bei den Panamerikanischen Spielen: 1987